# انتخابات الرئاسة الكولومبية 1880
انتخابات الرئاسة الكولومبية 1880 هي الانتخابات الرئاسية التي جرت في 1880، في كولومبيا، فاز بالانتخابات رافاييل نونيث.